# Franciszek Bałaszeskul
Franciszek Ksawery Aleksander Bałaszeskul vel Bałaszcskut (ur. 3 grudnia 1888 we Lwowie, zm. 27 kwietnia 1951) – pułkownik lekarz Wojska Polskiego i Polskich Sił Zbrojnych.

## Życiorys
Urodził się 3 grudnia 1888 we Lwowie jako syn Michała. W 1906 ukończył C.K. IV Gimnazjum we Lwowie. Ukończył studia medyczne uzyskując tytuł naukowy doktora.
W czasie I wojny światowej walczył w szeregach cesarskiej i królewskiej armii. Został przydzielony do pułku piechoty Nr 30. Na stopień asystenta lekarza rezerwy został mianowany ze starszeństwem z 1 marca 1915, a na stopień starszego lekarza rezerwy ze starszeństwem z 1 lutego 1917 w korpusie oficerskim lekarzy wojskowych).
Po odzyskaniu przez Polskę niepodległości w 1918 został przyjęty do Wojska Polskiego. Uczestniczył w wojnie polsko-bolszewickiej. W stopniu porucznika lekarza pełnił funkcję dowódcy pociągu szpitalnego nr 15 w Radomiu, działającego w strukturze służby sanitarnej Dowództwa Okręgu Generalnego „Kielce”. Na tym stanowisku 24 września 1920 został zatwierdzony z dniem 1 kwietnia 1920 w stopniu kapitana, w Korpusie Lekarskim, w grupie oficerów byłej armii austro-węgierskiej.
Został awansowany do stopnia majora lekarza w korpusie oficerów zawodowych sanitarnych ze starszeństwem z dniem 1 czerwca 1919. W latach 1923–1928 pełnił służbę w 6 batalionie sanitarnym we Lwowie na stanowisku zastępcy dowódcy batalionu. Został awansowany do stopnia podpułkownika lekarza ze starszeństwem z dniem 1 stycznia 1928. W lipcu 1928 został przesunięty na stanowisko dowódcy batalionu. W 1931, po likwidacji batalionu, został przeniesiony do 6 Szpitala Okręgowego we Lwowie na stanowisko pomocnika komendanta. W grudniu 1932 ogłoszono jego przeniesienie do 10 Szpitala Okręgowego w Przemyślu na stanowisko komendanta. 19 grudnia 1933 roku został mianowany pułkownikiem ze starszeństwem z dniem 1 stycznia 1934 roku i 2. lokatą w korpusie oficerów sanitarnych, grupa lekarzy. 7 czerwca 1934 roku ogłoszono jego przeniesienie do Dowództwa Okręgu Korpusu Nr X w Przemyślu na stanowisko szefa sanitarnego. Następnie został przeniesiony do Dowództwa Okręgu Korpusu Nr VI we Lwowie na stanowisko szefa sanitarnego.
Był członkiem oddziału Polskiego Białego Krzyża w Przemyślu. W 1937 był członkiem wydziału honorowego klubu LKS Pogoń Lwów. Do 1939 był członkiem Lwowskiej Izby Lekarskiej; w tym roku zamieszkiwał przy ulicy Kadeckiej 7 we Lwowie.
W czasie kampanii wrześniowej 1939 roku pozostawał na stanowisku szefa sanitarnego Okręgu Korpusu Nr VI we Lwowie. „W pierwszych dniach wojny pracował sprawnie, później jednakże był pod urazem psychicznym na skutek częstych nalotów i przeważnie przebywał w schronie, a już w dniu 12 września wyjechał do Zaleszczyk”.
Do 1942 roku był szefem sanitarnym Wojska Polskiego na Środkowym Wschodzie, a po reorganizacji został zastępcą szefa sanitarnego Armii Polskiej na Wschodzie. W czerwcu 1944 roku został komendantem Szpitala Wojennego nr 1 w Casamassima.
Zmarł 27 kwietnia 1951 roku i został pochowany na cmentarzu Saint Mary’s w Minneapolis (jako Francis Balaszeskul).

## Ordery i odznaczenia
- Krzyż Walecznych – 1922[31]
- Złoty Krzyż Zasługi – 19 marca 1936 „za zasługi w służbie wojskowej”[32][33]
- Medal Niepodległości – 9 listopada 1933 „za pracę w dziele odzyskania niepodległości”[34][35]
- Złota Odznaka Honorowa Ligi Obrony Powietrznej i Przeciwgazowej I stopnia[36]
- Złoty Krzyż Zasługi Cywilnej z Koroną na wstążce Medalu Waleczności[3]
- Krzyż Wojskowy Karola[3]